# پدرو نتو
پدرو نتو (انگلیسی: Pedro Neto؛ زادهٔ ۹ مارس ۲۰۰۰) بازیکن فوتبال اهل پرتغال است که در پست وینگر برای باشگاه فوتبال چلسی در لیگ برتر فوتبال انگلستان و تیم ملی پرتغال بازی می‌کند.
از باشگاه‌هایی که در آن بازی کرده است می‌توان به باشگاه فوتبال لاتزیو و باشگاه ورزشی براگا اشاره کرد.
وی همچنین در تیم‌های ملی فوتبال زیر ۱۷ سال پرتغال، زیر ۲۰ سال پرتغال، و زیر ۲۱ سال پرتغال بازی کرده است.

## افتخارات
لاتزیو
- کوپا ایتالیا: ۱۹–۲۰۱۸[۱]

چلسی
- لیگ کنفرانس اروپا: ۲۵–۲۰۲۴[۲]
- جام جهانی باشگاه‌ها: ۲۰۲۵[۳]